# Tiếng Yaeyama
Tiếng Yaeyama (八重山物言/ヤイマムニ, Yaimamuni) là một ngôn ngữ Lưu Cầu nói ở quần đảo Yaeyama, cụm đảo viễn nam có người sống thuộc Nhật Bản, với tổng dân số là 53.000 người. Quần đảo Yaeyama là một phần của quần đảo Lưu Cầu, nằm về phía tây nam quần đảo Miyako và về phía đông Đài Loan. Tiếng Yaeyama gần gũi hơn cả với tiếng Miyako. Không rõ số người nói thành thạo; do chính sách nhà nước trong việc gọi ngôn ngữ này là phương ngữ Yaeyama (八重山方言 Yaeyama hōgen), thể hiện cả trong hệ thống giáo dục, người dưới 60 tuổi thường không nói ngôn ngữ này, còn thế hệ trẻ chỉ nói mỗi tiếng Nhật. Những ngôn ngữ Lưu Cầu khác như tiếng Okinawa và Amami cũng thường bị coi là phương ngữ tiếng Nhật. So với các ngôn ngữ Lưu Cầu khác, tiếng Yaeyama còn phải chịu cái nhìn thiếu thiện cảm từ dân địa phương.
Tiếng Yaeyama được nói ở Ishigaki, Taketomi, Kohama, Kuroshima, Hatoma, Aragusuku, Iriomote, Hateruma; việc thông hiểu giữa phương ngữ có thể gặp trở ngại. Thứ tiếng trên đảo Yonaguni, tuy có liên quan, hay được coi là một ngôn ngữ riêng biệt. Phương ngữ Taketomi có lẽ ban đầu là một ngôn ngữ Lưu Cầu Bắc (gần với tiếng Okinawa) mà về sau hoà lẫn với các phương ngữ Yaeyama..